# Monti Ox
I Monti Ox (in gaelico Sliabh Gamh) sono una catena montuosa, situata nella costa occidentale dell'Irlanda e, più precisamente, nella contea di Sligo, facente parte a sua volta della provincia di Connacht. Sono anche conosciuti come " Monti di San Patrizio" dal momento che il Santo predicò a lungo nella zona, dove fece erigere svariate chiese sui pendii. La vetta più alta della zona, grazie ai suoi 544m di altitudine, è Knockalongy.
Ci sono vari dibattiti riguardo alla giusta traduzione della parola "Gamh". Molti tendono a ritenere che significhi: "Monte delle tempeste", per via delle ingenti precipitazioni che interessano la zona e provenienti dall'attiguo Oceano Atlantico. Secondo altre interpretazioni il termine andrebbe tradotto come "Animale", indicando un animale generico. Coloro che ritengono più veritiera quest'ultima tesi, tendono ad identificare il Gamh con il bue, dal momento che è uno degli animali più diffusi nella zona.
La catena si origina a Sud-Ovest di Ballysadare e prosegue verso Ovest e Sud-Ovest per circa quaranta miglia, fino alla confinante contea di Mayo, dove prosegue col nome di Slieve Gamph, dapprima lungo il confine e poi solo nella seconda catena menzionata. I Monti Ox presentano svariate cime tra i 350 e i 550 metri sul livello del mare.
La catena è ricca di laghi, tra cui per dimensioni spicca il Lough Talt.